# Porta Settimiana
La Porta Settimiana est une porte du mur d'Aurélien à Rome située entre la Porta Aurelia Pancraziana au sud et la Porta Aurelia-San Pietro au nord au début de la via della Lungara.

## Histoire
Cette porte de la ville existait probablement sous la forme d'une poterne au temps de la construction du mur initial. C'est le pape Alexandre VI qui ouvrit réellement la porte en 1498.

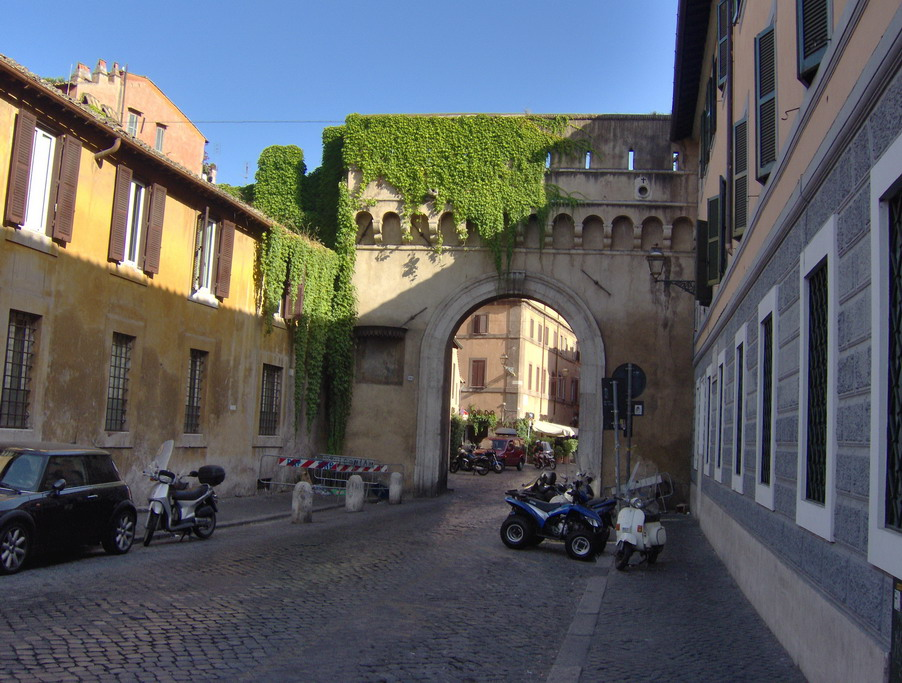
Vue de la face interne de la porte.